# Alchemist
Alchemist är ett album av Savant från 12 december 2012. Albumet innehåller 22 låtar.

## Låtlista
1. Mother Earth 5:14 

2. Sky Is The Limit (ft. Donny Goines) 5:20 

3. Sledgehammer 3:53  

4. Alchemist (ft. Gino Sydal) 4:36 

5. Dancer In The Dark 5:10 

6. Hungry Eyes (ft. Qwentalis) 4:19 

7. Sustainer 9:00 

8. Witchcraft 3:23 

9. Redemption 5:03 

10. Konami Kode (ft. Donny Goines) 3:45 

11. Melody Circus 3:26 

12. Fat Cat Shuffle 3:59 

13. Bananonymous 6:11 

14. The Horror 4:42 

15. Manslaughter (ft. Savanur Papparazzi) 5:26 

16. Paradisco 3:59 

17. Black Magic 3:45 

18. Face Off 3:29 

19. Pirate Bay (ft. Twistex) 3:27 

20. No Time For Pussy 4:36 

21. The Beginning Is Near 4:17 

22. Sayonara 4:40